# Barbara (film, 1997)
Barbara är en dansk dramafilm från 1997. Filmen bygger på Jørgen-Frantz Jacobsens roman med samma namn. Filmen har vunnit åtta priser och fått 4 nomineringar.

## Handling

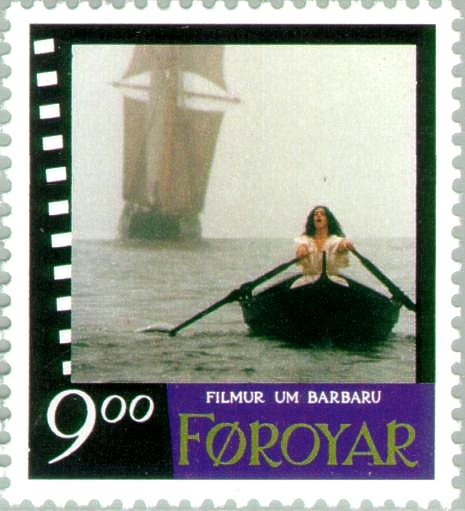
Anneke von der Lippe som Barbara

Herr Paul åker till Färöarna och träffar den unga flickan Barbara.

## Rollista
| - Anneke von der Lippe - Lars Simonsen - Trond Høvik - Jesper Christensen - Jens Okking - Helene Egelund - Jytte Kvinesdal - Peter Hesse Overgaard - Ove Pedersen - Peter Reichhardt - Henning Jensen - Bodil Udsen - Birgitte Federspiel | - Henny Moan - Marco Bisson - Daniel Ceccaldi - Turpin Djurhuus - Erling Eysturoy - Hans Jákup Hansen - Flóvin Jacobsen - Høgni Johansen - Poul Johannes Lindberg - Adelborg Linklett - Johannes E. Møller - Gunnvor Nolsøe |